# Cymodusa petiolaris
Cymodusa petiolaris là một loài tò vò trong họ Ichneumonidae.